# خوذة الإله
خوذة الإله هو مصطلح يشير إلى جهاز اختباري استخدم في مجال العلوم العصبية وبالتحديد في مجال الإلهيات العصبية. اسمها الأصلي هو خوذة كورين نسبة إلى مخترعها «ستانلي كورين». الغرض منها كان دراسة تأثير تحفيز الفص الصدغي. إشارة المشاركية إلى «الشعور بوجود ما» جذب الاهتمام العام إلى خوذة الاله من خلال الظهور في عدة أفلام وثائقية تليفزيونية تظهر خوذة الاله خلال استخدامها.
يقوم الجهاز بتوليد حقول تذبذب مغناطيسية ضعيفة؛ هذه الحقول تماثل في قوتها تقريبا نفس قوة الحقول التي تولدها سماعة هاتف أرضي أو مجفف الشعر العادي. يستخدمها مايكل بيرسينجر على نطاق واسع في جامعة لورينتيان بكندا. بيرسينجر له ابحاث عن التأثيرات التي تطرأ على المخ البشري من الحقول المغناطيسية «المعقدة» التي تولد بواسطة خوذة الإله وأجهزة أخرى مشابهة. كثير من المشاركين في التجارب سجلوا «خبرات باطنية وحالات تغير» أثناء ارتداء خوذة الإله.
صرح بيرسنغر ان 80% من المشاركين في التجارب شعروا بوجود بجانبهم في الغرفة وكان ذلك يتراوح بين «شعور بوجود» بسيط إلى رؤى عن الله. وحوالي 1% اختبروا وجود اله. بينما هناك من كانت خبراتهم أقل ومع ذلك شعروا هؤلاء ب«وعي آخر أو الإحساس بشيء ما». حظيت خوذة الإله باهتمام اعلامي ومن اللاهوتيين بسبب التحدي الذي أظهرته للايمان التقليدي بوجود إله.
وقد نقدت المجلات العلمية والصحف وأساتذة الجامعات الأساس الذي اعتمدت عليه النظرية 

لعدم وضوحها ولأن العديد من النتائج التي سجل بيرسينغر وجودها لم يمكن تكرار الحصول عليها بشكل مستقل، وفي محاولة لإعادة التجربة نشرت في المجلات العلمية ثبت فشل الحصول على نتائج تجربة الخوذة وافترض الباحثون أن المشاركين قد دفعوا لإحداث النتيجة وأنه لم يُتَحَقَق من إعماء المشاركين (إخفاء ماهية البحث عنهم) أو أن المنهجية المتبعة في التجربة كانت خاصة مما يفسر النتائج التي حصل عليها بيرسينغر  وكان رد بيرسنغير بأن إعادة التجربة كانت خاطئة ولكن الباحثين أصروا على أن نتائجه لم تكن قابلة للتكرار. كما أن دوكنز البيولوجي المشهور أعلن ضمن سلسلة وثاقية أنه لم يشعر بحضور شيء خلال التجربة، ورد بيرسنغير بأن هذا يعزى لضعف الحساسية العصبية له وحاول مجموعة من الباحثيين في السويد إعادة إجراء التجربة ضمن ظروف تجربة عمياء مزدوجة، وخلصوا إلى أن نتائجها كانت بسبب التلميحات وليس نتيجة الحقول الكهرمغناطيسة  ونشروا نتائج بحثهم في مجلة علم الأعصاب Neuroscience Letters 

## وصلات خارجية
- Neurotheology: With God in Mind نسخة محفوظة 14 يونيو 2013 على موقع واي باك مشين. — Article describing neurotheology and Dr. Persinger's work with the God helmet
- God on the Brain, BBC, 2003